# حسن متوكل
حسن متوكل البشر (مواليد 1 يناير 1997) هو لاعب كرة قدم سوداني يلعب في نادي الأمجاد السعودي.
لعب في الأهلي شندي والهلال السوداني و احترف في نادي الجندل السعودي ونادي الأمجاد.